# Solidaritat
|  | Aquest article tracta sobre concepte filosòfic. Vegeu-ne altres significats a «Solidarność». |

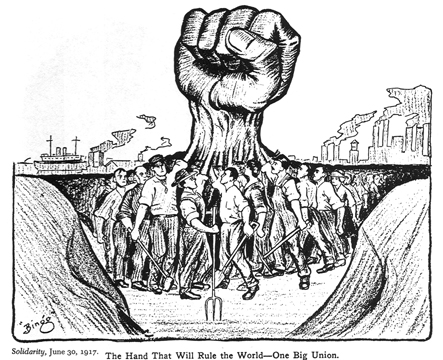
Un puny aixecat en solidaritat amb el moviment obrer

La solidaritat és una consciència d'interessos, objectius, estàndards i simpaties compartits que crea un sentiment psicològic de pertinença o unitat de grups o classes. A diferència del col·lectivisme, la solidaritat no rebutja els individus i els veu com la base de la societat. Es refereix als llaços d'una societat que crea vincles entre les persones. Aquest sentiment de pertinença a un mateix conjunt pot fer paleses les obligacions entre els seus membres, sobretot pel que fa a l'ajuda mútua.
El terme s'utilitza generalment en sociologia i altres ciències socials, així com en filosofia i bioètica. També és un concepte significatiu en l'ensenyament social catòlic; per tant, és un concepte central de la ideologia política demòcrata cristiana. El seu significat varia entre les societats. Al sud global pot basar-se principalment en el parentiu i els valors compartits, mentre que les societats del nord global acumulen diverses teories sobre què contribueix a un sentit de solidaritat, o més ben dit, a la cohesió social. En aquest darrer sentit, s'acostuma a associar la solidaritat amb un valor que mou les persones a intentar compensar les injustícies socials afavorint els més pobres i es pot canalitzar a través de les accions de voluntariat, les ONG i similars.
La solidaritat també és un dels sis principis de la Carta dels Drets Fonamentals de la Unió Europea i el 20 de desembre de cada any és el Dia Internacional de la Solidaritat Humana reconegut com una cita internacional. Els conceptes de solidaritat s'esmenten a la Declaració Universal sobre Bioètica i Drets Humans, però no es defineixen clarament. A mesura que augmenta la investigació i la producció en biotecnologia i millora biomèdica, s'ha vist necessari trobar una definició diferent de la solidaritat dins dels marcs del sistema sanitari. No s'esmenta a la Convenció Europea de Drets Humans ni a la Declaració Universal dels Drets Humans de les Nacions Unides i, per tant, té un significat jurídic menor en comparació amb els drets bàsics.

## Sociologia

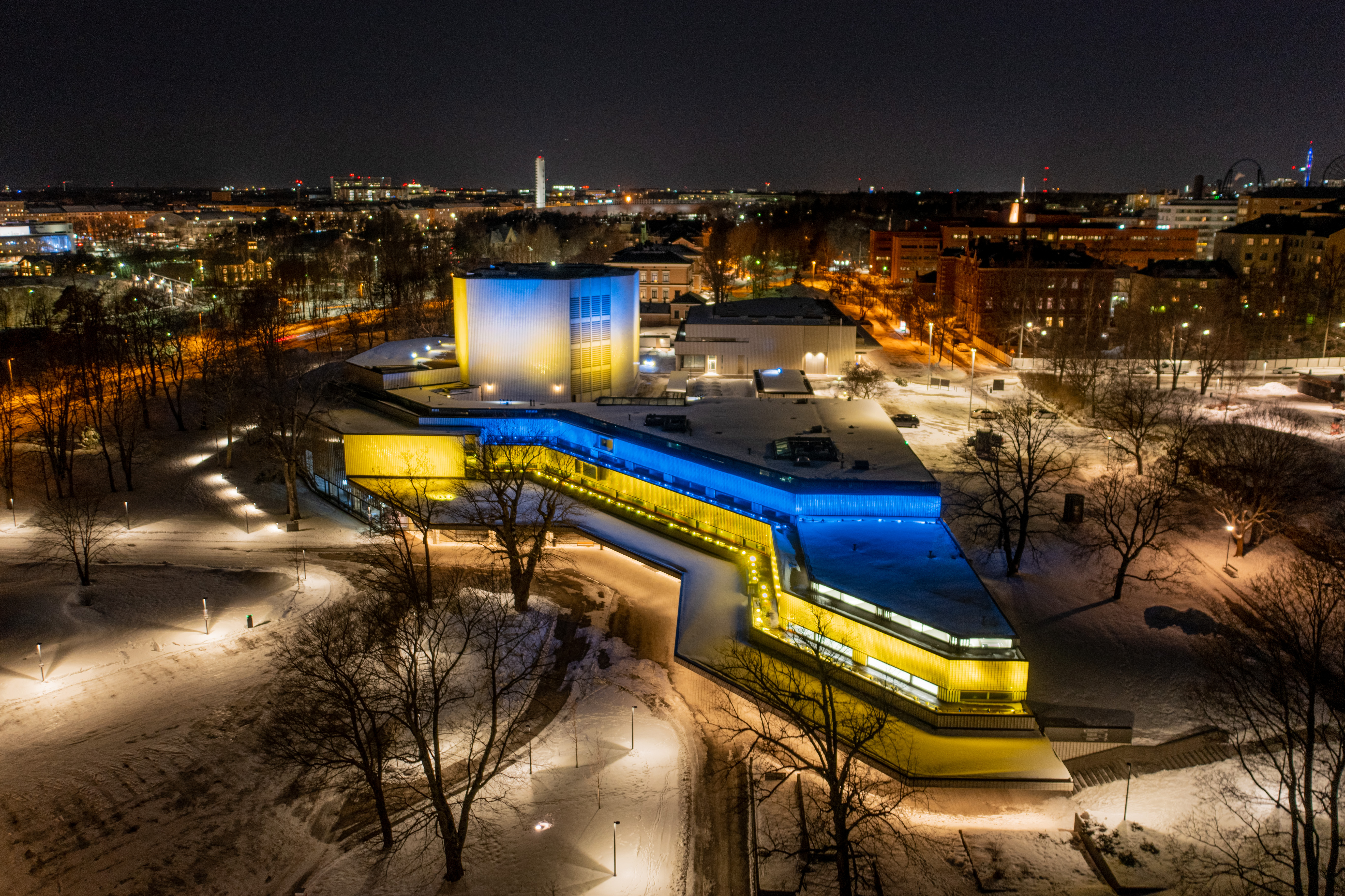
El teatre de la ciutat de Hèlsinki a Hèlsinki, Finlàndia il·luminat amb els colors de la bandera d'Ucraïna, en solidaritat amb Ucraïna durant la invasió russa d'Ucraïna el 2022

### Émile Durkheim
Segons Émile Durkheim, els tipus de solidaritat social es correlacionen amb els tipus de societat. Durkheim va introduir els termes de solidaritat mecànica i orgànica com a part de la seva teoria del desenvolupament de les societats a The Division of Labor in Society (1893). En una societat que mostra una solidaritat mecànica, la seva cohesió i integració prové de l'homogeneïtat dels individus: les persones se senten connectades mitjançant un treball similar, una formació educativa i religiosa i un estil de vida. La solidaritat mecànica funciona normalment a les societats tradicionals a petita escala. En la societat tribal, la solidaritat es basa normalment en els vincles de parentiu de les xarxes familiars. La solidaritat orgànica prové de la interdependència que sorgeix de l'especialització del treball i de les complementarietats entre les persones, un desenvolupament que es produeix en les societats modernes i industrials.
Tot i que els individus realitzen tasques diferents i sovint tenen valors i interessos diferents, l'ordre i la mateixa solidaritat de la societat depèn de la seva confiança els uns en els altres per dur a terme les seves tasques especificades. "Orgànic" aquí es refereix a la interdependència de les parts components i, per tant, la solidaritat social es manté en societats més complexes mitjançant la interdependència de les seves parts components. Per exemple, els agricultors produeixen els aliments per alimentar els treballadors de la fàbrica que produeix els tractors que permeten al pagès per produir el menjar.

### Peter Kropotkin

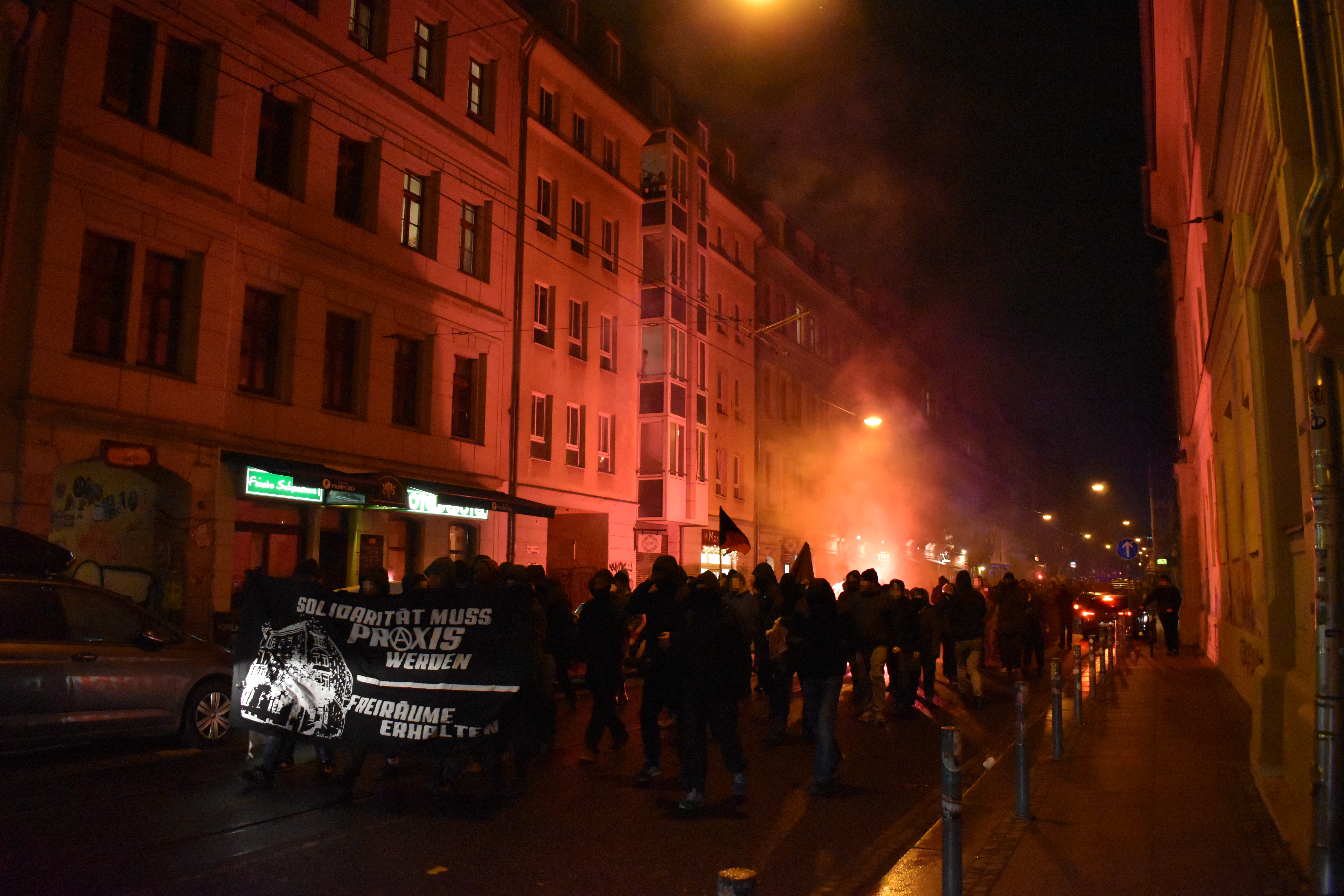
Bandera anarquista Dresden Alemanya, que es tradueix a "La solidaritat s'ha de convertir en pràctica"

La connexió entre allò biològic i allò social va ser de gran importància per a la idea de solidaritat expressada per l'ideòleg anarquista i antic príncep Peter Kropotkin (1842-1921). En el seu llibre més famós, El suport mutu: un factor d'evolució (1902), escrit en part com a resposta al darwinisme social huxleyà, Kropotkin va estudiar l'ús de la cooperació com a mecanisme de supervivència en les societats humanes en les seves diferents etapes, així com amb els animals. Segons ell, l'ajuda mútua, o cooperació, dins d'una espècie ha estat un factor important en l'evolució de les institucions socials. La solidaritat és essencial per a l'ajuda mútua. L'activitat de donar suport a altres persones no prové de l'expectativa de la recompensa, sinó de sentiments instintius de solidaritat.
En la seva introducció al llibre, Kropotkin va escriure: "El nombre i la importància de les institucions d'ajuda mútua que van ser desenvolupades pel geni creador de les masses salvatges i mig salvatges, durant el primer període de clans de la humanitat i encara més durant el següent període de poble-comunitat, i la immensa influència que aquestes primeres institucions han exercit sobre el desenvolupament posterior de la humanitat, fins als temps actuals, em van induir a estendre les meves investigacions també als períodes històrics posteriors; especialment, a estudiar aquest període més interessant, com les repúbliques en ciutats medievals lliures, la universalitat i influència de les quals en la nostra civilització moderna encara no s'han apreciat degudament. I, finalment, he intentat indicar breument la immensa importància que els instints de suport mutu, heretats per la humanitat en la seva llarga evolució, tenen fins i tot ara en la nostra societat moderna, que se suposa que es basa en el principi "cadascú per a si mateix i l'Estat per a tots", però que mai no ha aconseguit ni aconseguirà adonar-se'n".
Kropotkin defensava un sistema econòmic i social alternatiu, que es coordinaria a través d'una xarxa horitzontal d'associacions voluntàries amb béns distribuïts d'acord amb les necessitats físiques de l'individu, més que en funció del treball.

## Bioètica
La solidaritat és un concepte reemergent en la filosofia contemporània dins de diversos subcamps del dret, l'ètica i la filosofia política. Els primers filòsofs de l'antiguitat com Sòcrates i Aristòtil parlen de la solidaritat com a marc de l'ètica de la virtut perquè per viure una bona vida s'ha de dur a terme accions i comportar-se de manera solidària amb la comunitat.
Un enfocament notable de la bioètica és identificar la solidaritat principalment com una pràctica en tres nivells promulgada a nivell interpersonal, comunitari, contractual i legal. Aquest enfocament està impulsat per la recerca de les diferències entre les diverses aplicacions del concepte i per aclarir-ne el significat, tant històricament com pel que fa al seu potencial com a concepte fructífer per a les qüestions morals, socials i polítiques contemporànies. La pràctica moderna de la bioètica està significativament influenciada pel concepte d'imperatiu categòric d'Immanuel Kant. L'article del pastor i filòsof Fritz Jahr "Bio-Ethics: A Review of the Ethical Relationships of Humans to Animals and Plants" refina el discurs original de l'imperatiu categòric de Kant incloent la noció d'imperatiu bioètic.
La tecnologia biomèdica també ha introduït encara més la solidaritat com el concepte fonamental de la bioètica. Estudiosos, com Ori Levi, criden l'atenció sobre les implicacions negatives de les millores biomèdiques. Un altre estudiós, Meulen ter Ruud, parla de l'aplicació de la solidaritat dins dels sistemes sanitaris.
Fritz Jahr descriu que la bioètica es compon en última instància de "disciplina acadèmica, principi i virtut". Això prové de la profunda influència que Sòcrates té en la normalització de la bioètica i les seves pràctiques. Jahr utilitza l'imperatiu categòric de Kant per demostrar la pràctica obligatòria, però innatament humana, de l'imperatiu bioètic: "Això resulta en el principi rector de les nostres accions és l' imperatiu bioètic: respectar cada ésser viu en general com un fi en si mateix i tractar-lo si és possible, com a tal", ja que sorgeix en les relacions no només entre l'ésser humà conscient, sinó també amb les plantes i altres espècies animals. Jahr creu plenament que per practicar realment la bioètica cal ser solidari amb totes les formes de vida. Si qualcú només decideix ser solidari amb els humans, no es comporta de manera virtuosa de cap manera.

## Ensenyaments catòlics
La solidaritat és un element integral de l'ensenyament social catòlic. Segons el papa Francesc: "Ningú no pot romandre insensible a les desigualtats que persisteixen al món... el poble brasiler, particularment el més humil entre vosaltres, pot oferir al món una valuosa lliçó de solidaritat, una paraula massa sovint oblidada o silenciada perquè és incòmode... Vull fer una crida a aquells que tinguin més recursos, a les autoritats públiques i a totes les persones de bona voluntat que treballin per a la justícia social: que no es cansin mai de treballar per a un món més just, marcat per una major solidaritat".
L'ensenyament de l'Església sobre la solidaritat és explicat en el Compendi de la Doctrina Social de l'Església, i breument resumit en el Catecisme de l'Església Catòlica:
- 1939. El principi de solidaritat, articulat també en termes d'"amistat" o "caritat social", és una reivindicació directa de la fraternitat humana i cristiana.
- 1940. La solidaritat es manifesta en primer lloc amb el repartiment de béns i la remuneració del treball...
- 1941. Els problemes socioeconòmics només es poden resoldre amb l'ajuda de totes les formes de solidaritat: solidaritat dels pobres entre ells, entre rics i pobres, dels treballadors entre ells, entre els empresaris i els treballadors d'una empresa, la solidaritat entre les nacions i els pobles. La solidaritat internacional és un requisit de l'ordre moral; la pau mundial depèn en part d'això
- 1942. La virtut de la solidaritat va més enllà dels béns materials. En la difusió dels béns espirituals de la fe, l'Església ha promogut, i sovint obre nous camins, també per al desenvolupament dels béns temporals. I així al llarg dels segles s'ha comprovat la dita del Senyor: "Busca primer el seu regne i la seva justícia, i totes aquestes coses seran també teves".

## Ibn Khaldun
Asabiyyah es refereix a la solidaritat social amb èmfasi en la unitat, la consciència de grup, i la cohesió social, originalment en un context de "tribalisme" i "clanisme", però de vegades també és utilitzat pel nacionalisme modern. El terme d'Ibn Khaldun és generalment similar a la solidaritat.